# ウェンズデイズ
ウェンズデイズは、ラフィーネプロモーション所属の夫婦お笑いコンビ。

## メンバー
- ひかり（1992年12月17日（32歳））ツッコミ担当、立ち位置は向かって左。
  - 本名、三橋 ひかり（みつはし ひかり）[1]。旧姓及び旧芸名、天野 ひかり（あまの ひかり）[2]
  - 東京都出身。身長158cm[1]。
  - 最終学歴は高校卒[2]。
- ミツハシ（1993年1月20日（32歳））ボケ担当、立ち位置は向かって右。
  - 本名及び旧芸名、三橋 雄斗（みつはし ゆうと）[1]
  - 神奈川県厚木市出身。神奈川県立厚木東高等学校卒業[2]。身長178cm[1]。

## 来歴・概説
ワタナベコメディスクールの同期として出会い、2012年2月1日結成。当初はカップルではなかったが、2012年8月29日から交際を始める。交際から半年後には同棲を開始。
「水キャス」と冠したツイキャスを、基本的に水曜日に配信している。
2020年11月25日付でSMAを離れ、フリーとして活動。2021年6月1日付でラフィーネプロモーション預かり所属を発表。
2021年3月31日に結婚を発表、夫婦漫才師となる。婚姻届の証人はモダンタイムス。

## 出演

### テレビ
- 明石家地下王国（TBSテレビ）[2]
- パラビき!パラビき!あらびき団 〜四天王編〜（Paravi）[9]
- ウチのガヤがすみません!（日本テレビ）2020年1月21日放送[10]
- 水曜日のダウンタウン（TBS）- 2021年6月16日[11]、10月13日

### ラジオ
- サンドウィッチマンの天使のつくり笑い（NHKラジオ第一）[2]